# Grantham and Stamford (circonscription britannique)

Grantham et Stamford dans le Lincolnshire.

La circonscription de Grantham et Stamford  est une circonscription électorale anglaise située dans le Lincolnshire et représentée à la Chambre des communes du Parlement britannique.